# Czellár István
Czellár István (Kölcse, 1951. november 15. –) magyar vízépítő technikus, politikus, országgyűlési képviselő.

## Életpályája

### Iskolái
Az általános iskolát szülővárosában, középiskolai tanulmányait Nyíregyházán végezte el; 1970-ben a Vásárhelyi Pál Építõipari és Vízügyi Szakközépiskolában
érettségizett és szerzett vízépítõ technikusi képesítést. 

### Pályafutása
1970–1978 között a Fehérgyarmati Vízgazdálkodási Társulat építésvezető-helyettese volt. 1971–1973 között Nyírbátorban és Záhonyban a hátõrségnél letöltötte sorkatonai szolgálatát. 1978–1983 között a nyíregyházi Víz- és Csatornázási Vállalat művezetője volt. 1982–1994 között a vízépítéssel foglalkozó Hidrobi Gmk tagja volt. 1983–1995 között a fehérgyarmati telephelyen művezetőként dolgozott. 1991–1993 között az építőipari tevékenységet folytató Fékszer Kft. tagja volt. 1993-tól az építőipari kereskedelmi profilú Gravitál Kft. tagja. 1995-től a Közműszolgálati Kft. ügyvezető igazgatója.

### Politikai pályafutása
1980–1989 között az MSZMP tagja volt. 1989-től az MSZP tagja. 1990-től az MSZP fehérgyarmati szervezetének elnöke. 1992–1995 között az országos választmány tagja volt. 1994-ben és 1998-ban országgyűlési képviselőjelölt volt. 1995–1998 között országgyűlési képviselő (Szabolcs-Szatmár-Bereg megye) volt. 1995–2002 között fehérgyarmati önkormányzati képviselő és a pénzügyi bizottság elnöke volt. 1996–1998 között az Önkormányzati és rendészeti bizottság tagja volt. 2002-ig a Szabolcs-Szatmár-Bereg Megyei Közgyűlés tagja volt.

## Családja
Szülei: Czellár István (1926-?) és Esze Ilona (1928-?) voltak. 1975-ben házasságot kötött Veress Ilonával. Két gyermekük született: Orsolya (1977) és István Zénő (1979).

## Díjai
- Kiváló Dolgozó (1978)
- az OVH Elnöki Elismerése (1982)
- Kiváló Munkáért díj (1985)
- Kiváló Ifjúsági Vezető kitüntetés (1988)